# Kimsour Phirith
Kimsour Phirith  är en kambodjansk politiker för Sam Rainsy-partiet. Han valdes till landets nationalförsamling 2003 för att representera  Banteay Meanchey.